# جيل تارتر
جيل تارتر (بالإنجليزية: Jill Cornell Tarter)‏ مواليد 16 يناير 1944، هي عالمة فلك أمريكية سابقة. كانت مديرة لمركز سيتي للبحوث.

## التعليم
تلقت التعليم الجامعي في جامعة كورنيل، حيث حصلت على شهادة بكالوريوس في الهندسة درجة الفيزياء، والماجستير والدكتوراه في علم الفلك من جامعة كاليفورنيا.

## الأوسمة والجوائز
حصلت كارتر على العديد من الجوائز من العديد من المنظمات العلمية.
- جائزة الإنجاز مدى الحياة من قبل النساء في الفضاء في عام 1989.
- ميداليتين الخدمة العامة من وكالة ناسا.[6]
- انتخبت زميلة في الجمعية الأمريكية لتقدم العلوم في عام 2002، وزميلة في أكاديمية كاليفورنيا للعلوم في عام 2003.
- حصلت على بلانيتاريوم أدلر في جائزة علوم الفضاء في عام 2003.
- حصلت على جائزة جائزة مهرجان تيلوريد للتكنولوجيا في عام 2001.[7]
- كان اسمها في قائمة أكثر 100 شخصصية نفوذا في العالم، عام 2004. التي تختارها مجلة تايم.[8]
- حصلت على جائزة مؤتمر تيد 2009.[9]

## في الثقافة الشعبية
في فيلم اتصال (فيلم 1997) كانت جودي فوستر في دور جيل تارتر، تحدثت ترتر مع الممثلة لعدة أشهر قبل وأثناء التصوير.
في 20 أكتوبر 2006، ظهرت تارتار على بودكاس تنقطة التحقيق لمناقشة السؤال التالي: "هل نحن وحدنا" ذكرت ترتر "البشر سيكون لديهم وجهة نظر مختلفة عندما نعرف الجواب على سؤال "هل نحن وحدنا؟ ."

## وصلات خارجية
- Lecture about long-term SETI strategies presented to the Long Now Foundation (فربس format).
- Finding intelligent life with telescopes and computers, تدوين صوتي 2008.
- Talk on the Allen Telescope Array at the Silicon Valley Astronomy Lectures على يوتيوب
- Talk entitled "Why the search for alien intelligence matters" نسخة محفوظة 26 نوفمبر 2011 على موقع واي باك مشين., presented at the TED2009 conference
- Interview posted at the TED Blog
- A brief bio
- Profile of Jill Tarter, in COSMOS magazine
- Jill Tarter retires as Director of SETI
- "SETI: Astronomy as a Contact Sport - A conversation with Jill Tarter", Ideas Roadshow, 2013